# Abbaye de Royallieu
L'abbaye de Royallieu est une ancienne abbaye bénédictine située sur le territoire de la commune de Compiègne, dans le département de l'Oise. Cet édifice fait l’objet d’inscriptions au titre des monuments historiques depuis les 16 décembre 1947  et 22 août 1949.

## Historique

### Une abbaye de chanoines réguliers
Un prieuré est fondé sous le vocable de Saint-Louis de Royallieu par le roi Philippe le Bel en août 1308. Il est confié aux chanoines suivant la règle de saint Augustin. Incendié en 1334, épargné par le siège de Compiègne en 1430, le prieuré décline au cours des siècles qui suivent. Il est rattaché en 1624 à la Congrégation de France ou de Sainte-Geneviève.

### Une abbaye de moniales bénédictines
Le 26 mars 1634, les religieux échangent leur monastère avec celui des bénédictines de Saint-Jean-aux-Bois (Oise). Les religieuses s'installent aussitôt à Royallieu. En 1692, une campagne de restauration de l'église et des bâtiments est entreprise.
 En août 1765, c'est en revenant d'une visite à l'abbaye que le dauphin Louis contracte la maladie qui précipite sa fin.

### Disparition de l'abbaye
En octobre 1792, la communauté des religieuses est dispersée et l'abbaye transformée en hôpital militaire. Les pierres tombales et quelques meubles de l'abbaye sont alors transférées dans l'église paroissiale de Saint-Germain lès Compiègne, dès 1793.

### Prieurs et abbesses

#### Prieurs augustiniens de Royallieu
1) Jean des Granges.
 : 1308-1314…

2) Pierre Avenant : …1337-1344…

3) Symon de Senlis, dit Prévost : …1351-1358…

4) Jean II de Condé : …1374…

5) Remigius ou Henricus : …1397…

6) Robert Rasson : …1422-1426…

7) Philippe : …1434-1444…

8) Jean III Le Caron : …1473-1484…

9) Laurent Le Tondeur : …1492…

10) Pierre II Accart : …1502-1503…

11) Robert II Le Maire : …1506-1514…

12) Sébastien Le Nain de Carrière : …1517-1520…

13) Stéphane Carrière : …1528…

14) Arnulf de Ligny : …1547…

15) Charles de Vaudray : …1535…

16) Nicolas de Courtagnon : …1552…

17) Guillaume Gautier : …1560…

18) Jean IV Turlin : …1582…

#### Prieurs commendataires de Royallieu

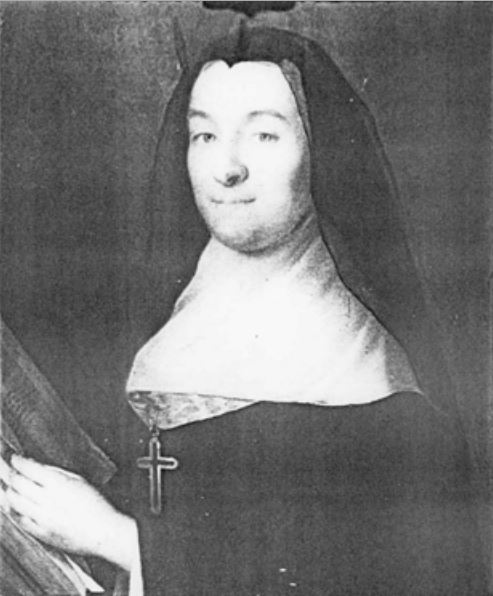
Françoise Pâris de Soulanges, dernière abbesse de Royallieu.

1588-1626   19) René I Le Caron (-†1626)

1626-1630   20) Michel Evrard, économe administrateur
		
1630-1634   21) René II Le Clerc (-†1651), évêque de Glandèves, aujourd'hui Entrevaux (Alpes-de-Haute-Provence)

#### Abbesses bénédictines de Royallieu
1634-1662 : Gabrielle de l'Aubespine de Châteauneuf (°1586-†1662)

1662-1663 : Anne Magdeleine de Cochefilet de Vaucelas, puis abbesse de la Trinité de Caen (-†1673)

1664-1688 : Marguerite Henriette Gouffier de Roannais (°1626-†1703) puis abbesse d’Origny-Sainte-Benoite

1688-1691 : Marie Madeleine d’Escoubleau de Sourdis (°1631-†1691)

1691-1726 : Elisabeth Louise de la Chaussée d’Eu (°1662-†1726)

1726-1754 : Jeanne Gabrielle de Grimaldy (°1663-†1754)

1754-1794 : Françoise Pâris de Soulanges (°1716-†1800?)

### Château de Bayser
Étienne Balsan sera propriétaire du domaine de Royallieu et du château reconstruit sur les ruines de l'abbaye. Il y accueille Coco Chanel, dont il est l'amant et protecteur.

## Galerie

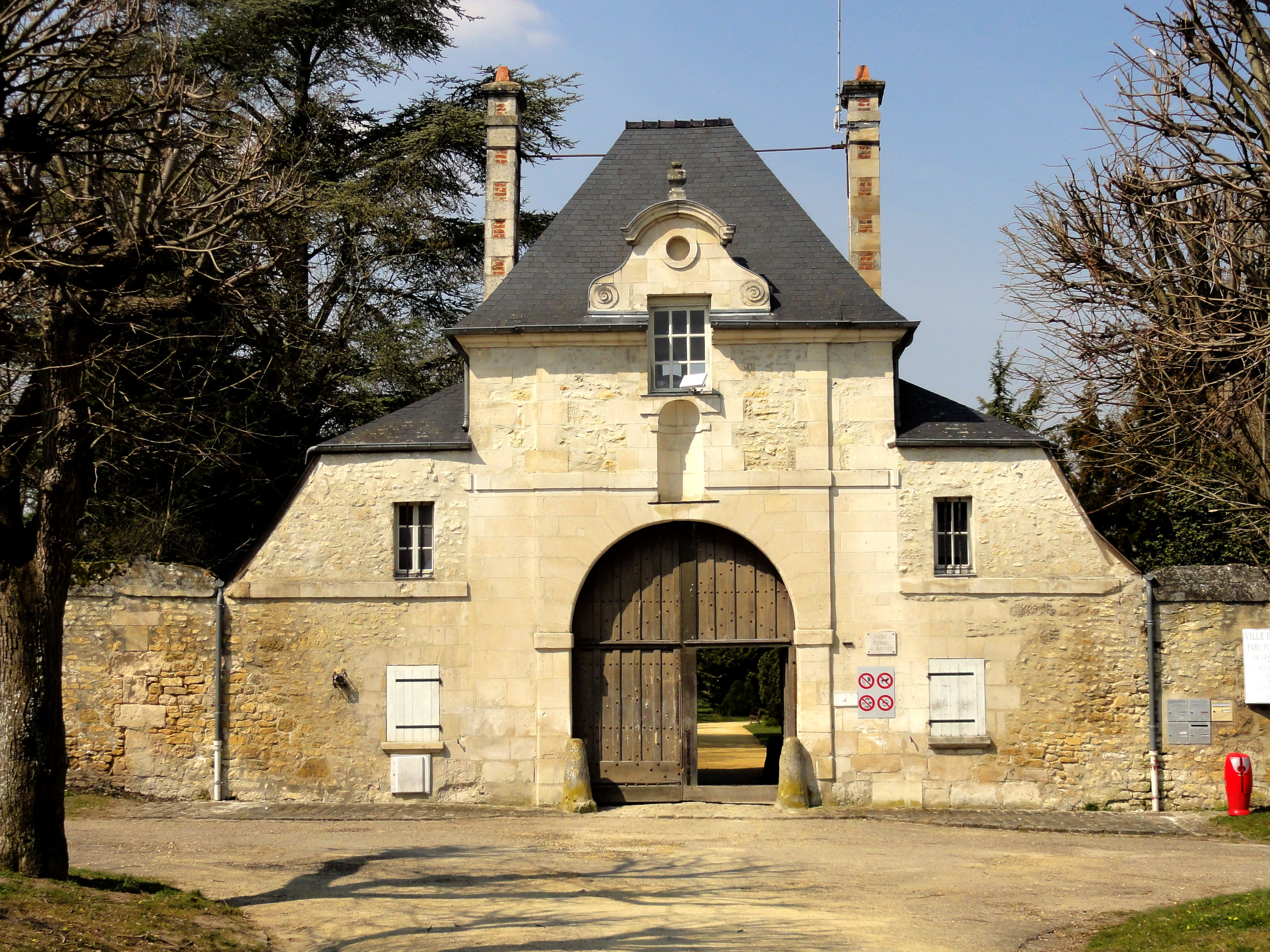
Porterie de l'abbaye.
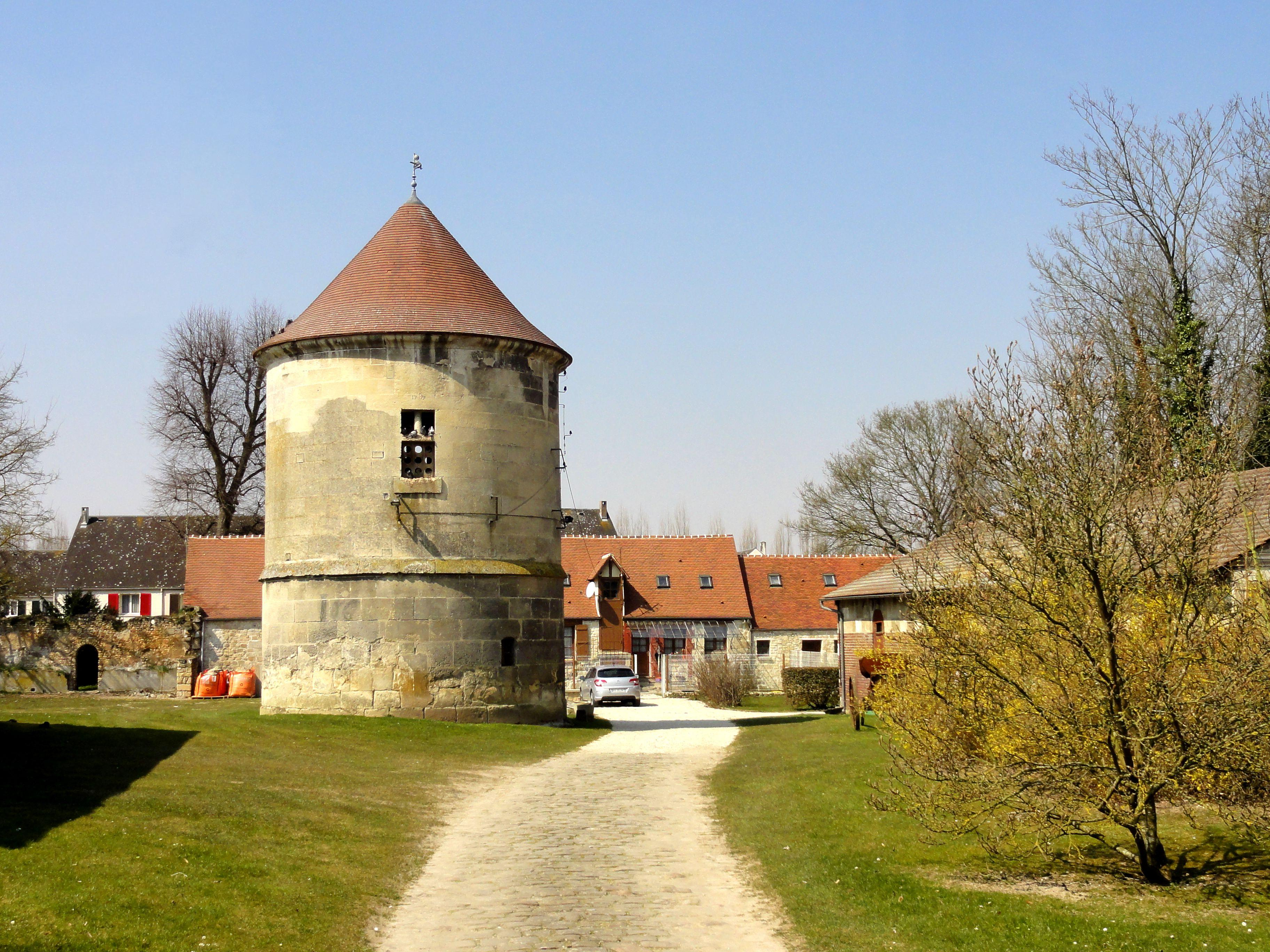
Ancienne ferme de l'abbaye.
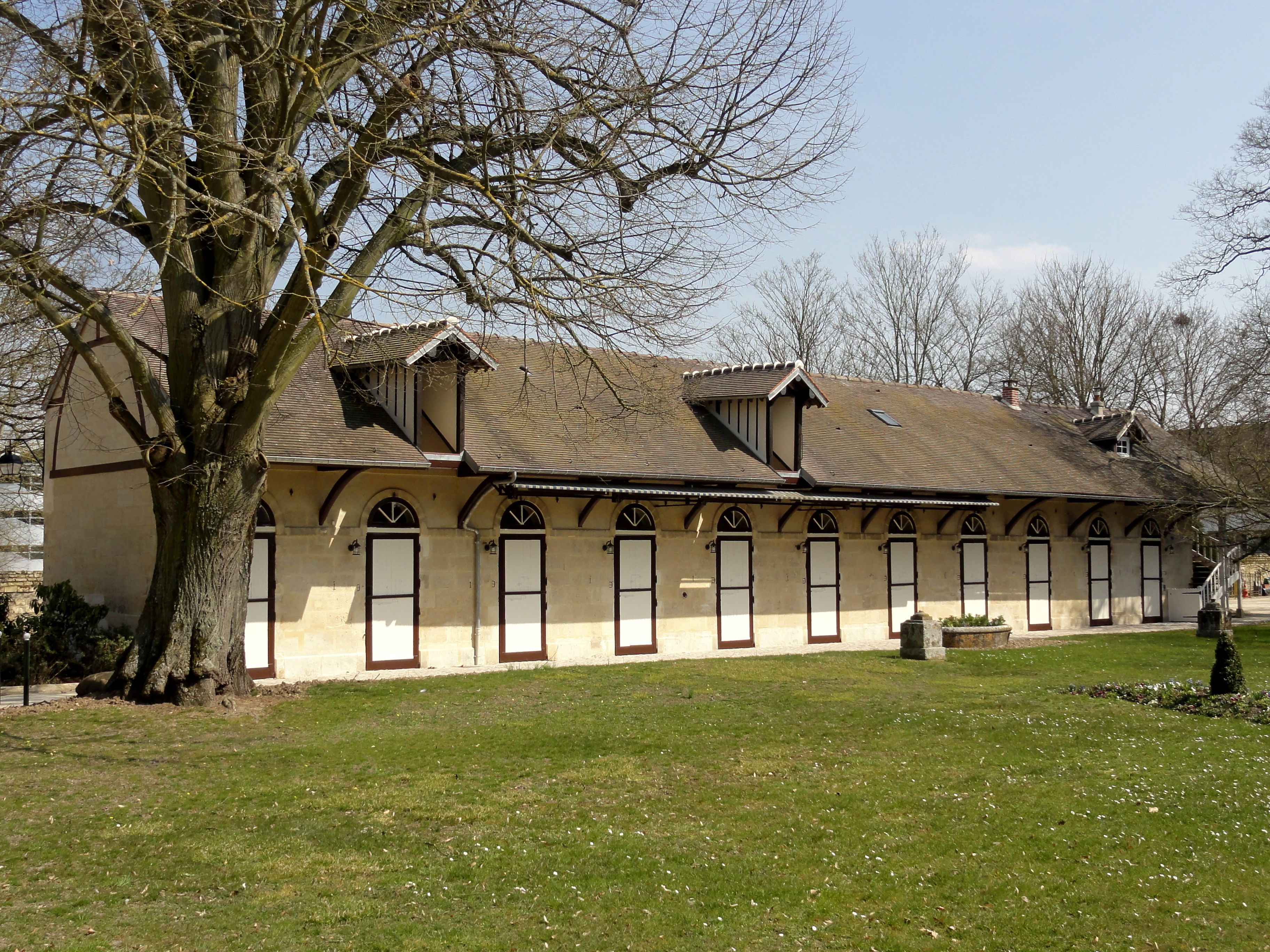
Anciennes écuries.
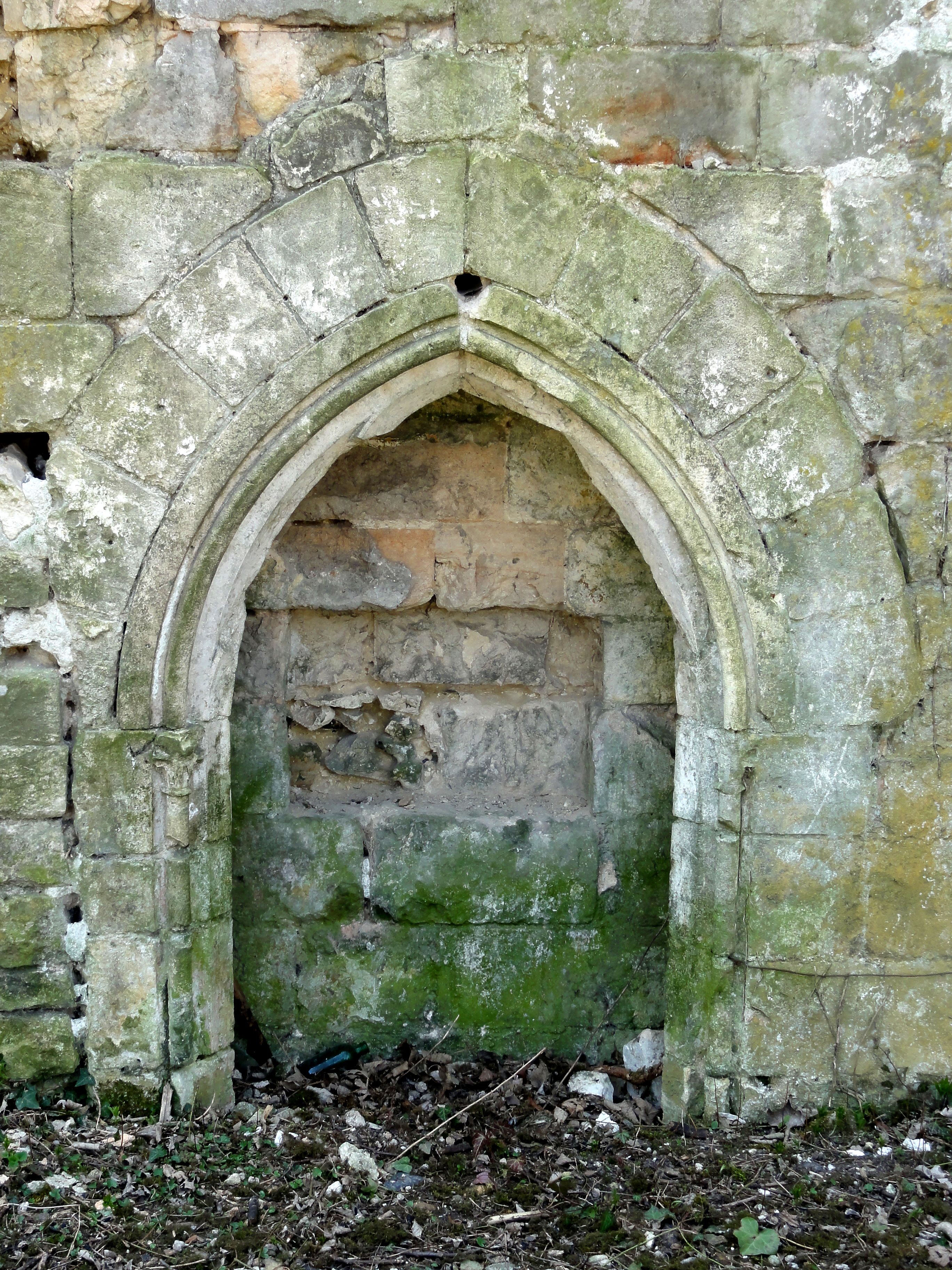
Vestige d'un bâtiment conventuel.
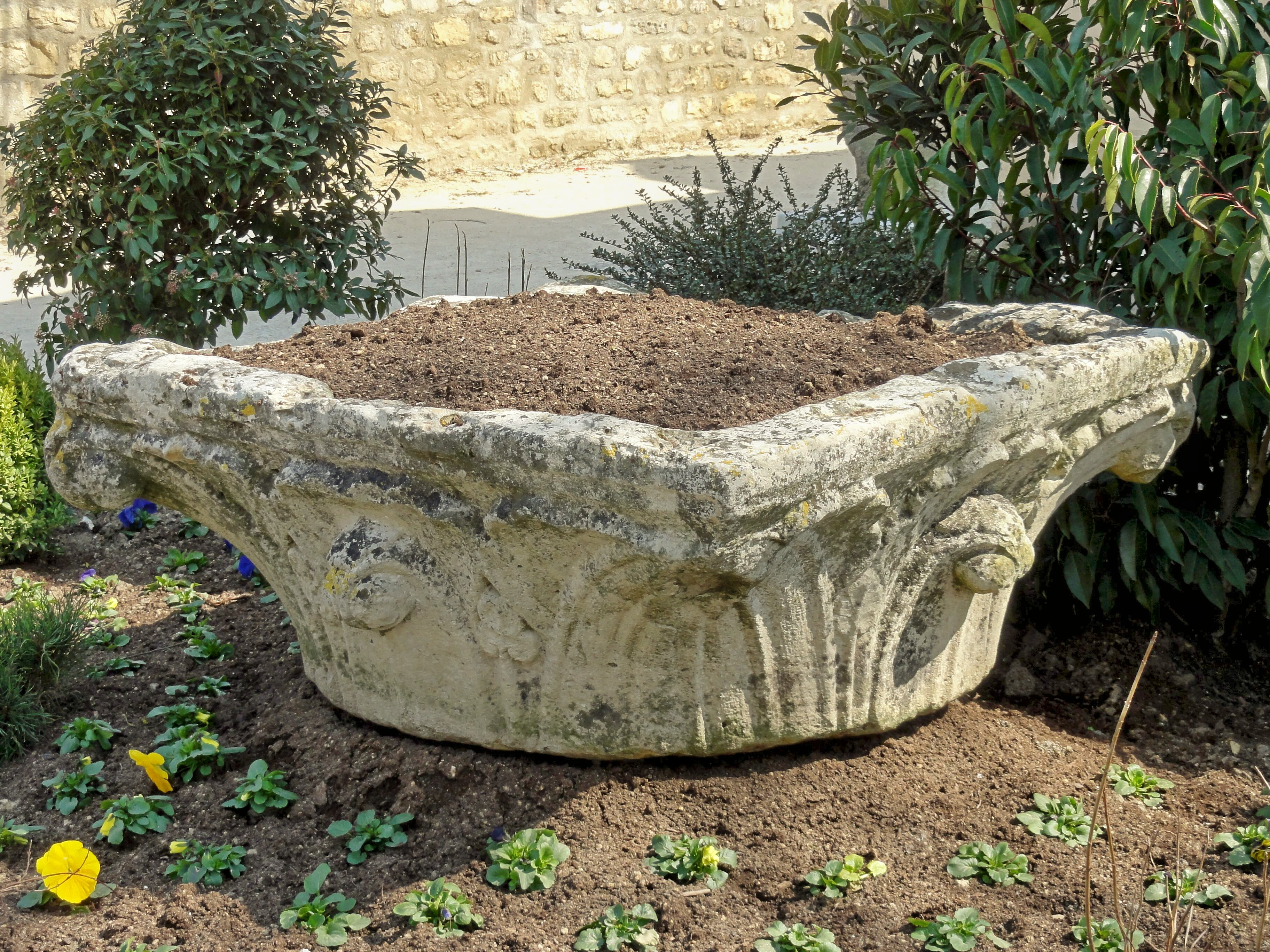
Chapiteau.
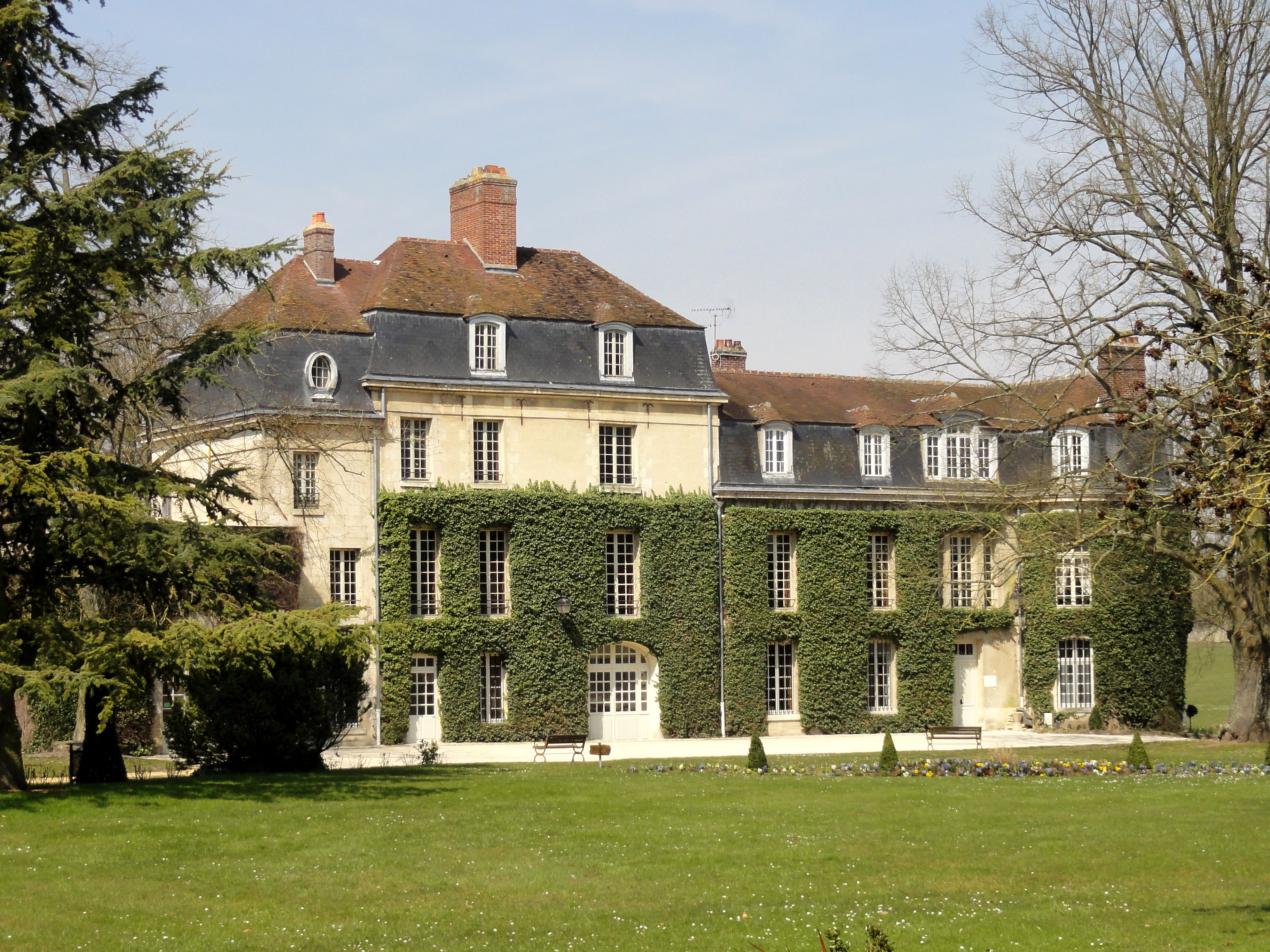
Château de Bayser, édifié sur les emprises de l'ancienne abbaye.
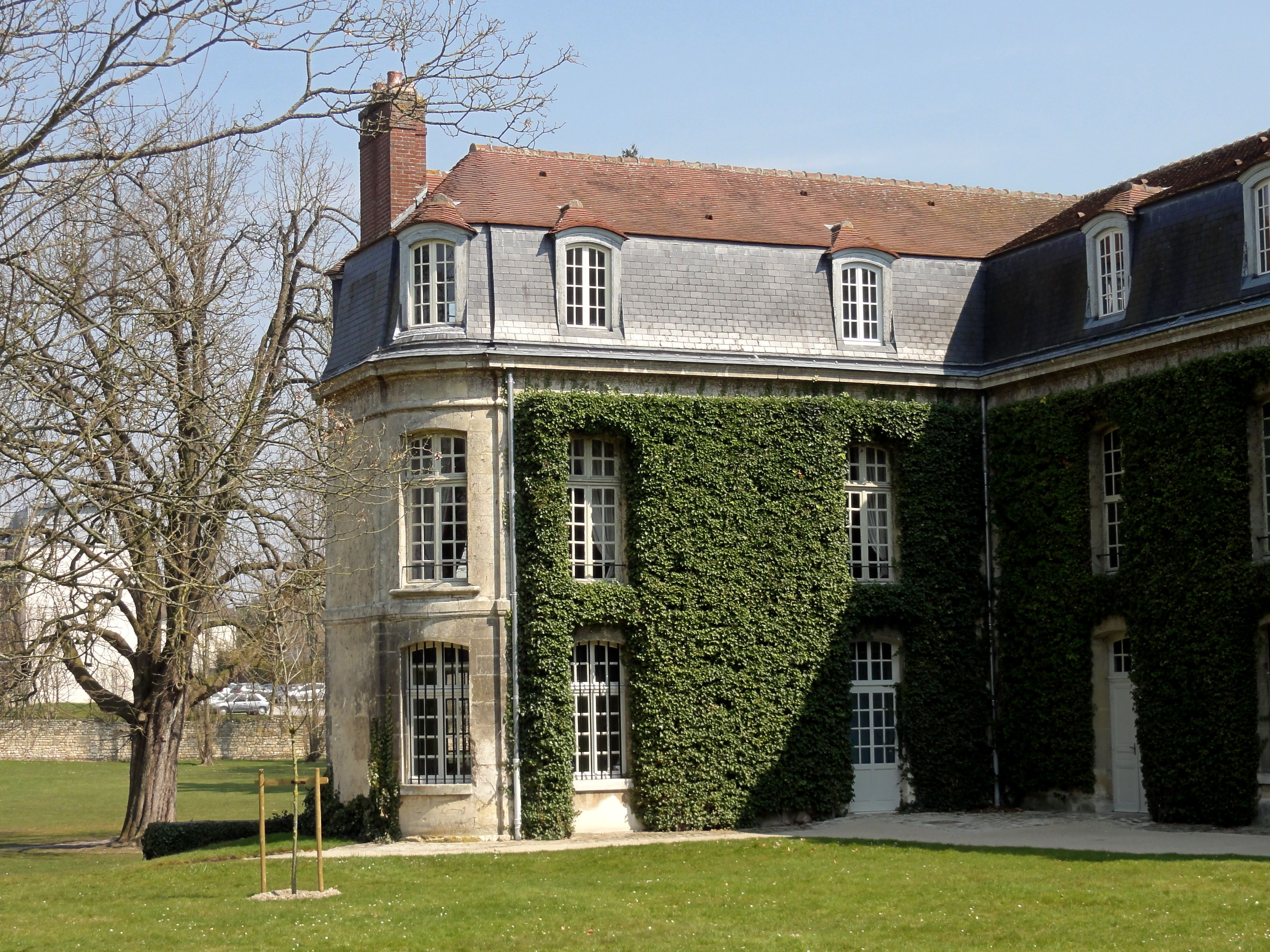
Château de Bayser